# Epomophorus gambianus
Epomophorus gambianus är en däggdjursart som först beskrevs av Ogilby 1835.  Epomophorus gambianus ingår i släktet Epomophorus och familjen flyghundar. IUCN kategoriserar arten globalt som livskraftig.
Inga underarter finns listade i Catalogue of Life. Wilson & Reeder (2005) skiljer mellan två underarter.

## Utseende
Honor är med en kroppslängd (huvud och bål) av 130 till 162 mm, med 75 till 95 mm långa underarmar och med en vikt av 87 till 145 g allmänt mindre än hannar. De senare blir utan svans 108 till 170 mm långa, med 80 till 100 mm långa underarmar och med en vikt av 96 till 155 g. Svansen är bara en upp till 8 mm lång stubbe eller saknas helt. Epomophorus gambianus har 20 till 27 mm långa bakfötter och 19 till 28 mm långa öron. På ovansidan förekommer ljusbrun till mörkbrun päls och undersidan är täckt av ljusare päls med mer eller mindre bra kontrast till ovansidan. På huvudet, nacken och bakkroppen kan det finnas en gulaktig skugga. Hannar har tjocka hårtofsar på axlarna som liknar epåletter. Huvudet kännetecknas av en vit fläck framför och bakom varje öra. De avrundade öronen är nakna och bruna. Även vingarna och andra delar av flygmembranen är bruna. Flyghunden har i överkäken på varje sida 2 framtänder, en hörntand, 2 premolarer och en molar. I underkäken finns ytterligare en premolar och molar på varje sida. Epomophorus gambianus skiljer sig från andra släktmedlemmar i samma region genom avvikande utformning av vulsterna på gommen.

## Utbredning
Denna flyghund förekommer i ett brett band i Afrika från Senegal och Sierra Leone till centrala Etiopien. Arten vistas främst i låglandet. I bergstrakter når den ibland 2000 meter över havet. Habitatet varierar mellan olika slags skogar, mangrove, träsk, savanner med trädansamlingar och buskskogar.

## Ekologi
Individerna vilar gömda i den täta växtligheten. Vid viloplatsen bildas flockar eller mindre kolonier med upp till 100 medlemmar.
Arten äter främst mogna frukter samt nektar. Den kan utföra längre vandringar för att komma fram till de mest mogna frukterna. Flyghunden slickar blommornas nektar med hjälp av sin långa tunga. Antagligen klarar sig Epomophorus gambianus med den vätska som finns i födan. Oberoende av denna teori syns den ibland tätt över vattenytor under flyget. Kanske upptar flyghunden vid dessa tillfällen vatten med tungan eller den får vattendroppar på kroppen som den senare slickar av. Arten är viktig för växternas fröspridning och pollination.
På dagen vilar arten tyst men viss pälsvård kan förekomma. Under födosöket delar sig kolonin i flera små grupper eller individerna flyger ensam. Hannar har under natten flera olika läten som kanske är signaler för parningsberedda honor. Honor har två kullar per år och föder sin unge under årets regntider i april och oktober. De parar sig kort efter födelsen igen. Ungar och honor som vårdar ungar faller ibland offer för svartvit kråka.